# Carlos Rivas Godoy
Carlos Adan Rivas Godoy (Toronto, 3 de septiembre de 1985) es un futbolista profesional canadiense, que juega en el York Region Shooters de Canadá. Es hijo del chileno Carlos Rivas y nieto del ex seleccionado nacional Adán Godoy.

## Clubes
| Club                      | País   | Año           |
| ------------------------- | ------ | ------------- |
| Cruz Azul                 | México | 2004-2005     |
| Deportes La Serena        | Chile  | 2006-2007     |
| Municipal Iquique         | Chile  | 2008          |
| Universidad de Concepción | Chile  | 2009-2011     |
| York Region Shooters      | Canadá | 2012-Presente |